# Renault Rodéo
Renault Rodéo — невеликий позашляховик, вироблений французькою компанією Renault в 1970—1988 роках. Автомобіль міг оснащуватися одним із трьох доступних двигунів R4: 0,8 л, 1,1 л та 1,3 л. Потужність передавалася на передню вісь або на обидві осі через 4-ст. механічну коробку передач.
Всього автомобілів Renault Rodéo, R4 Pick-up, Rodéo 6 і (з 1982 року) Rodéo 5 було вироблено 50 000 (30 автомобілів на день).

## Двигуни
- 845 см3 (34 к.с.)
- 1108 см3 (47 к.с.)
- 1289 см3 (45 к.с.)

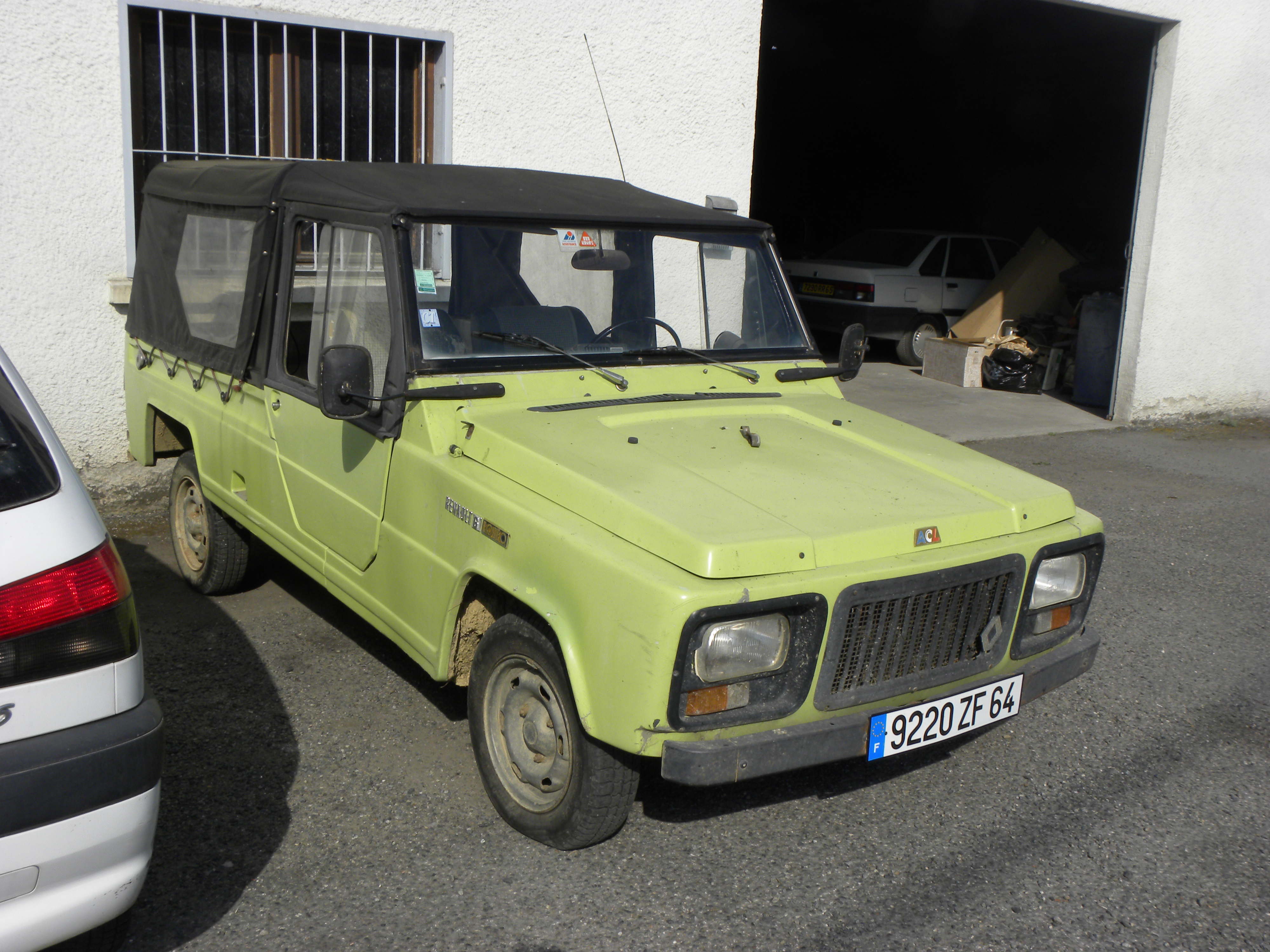
Rodéo 6
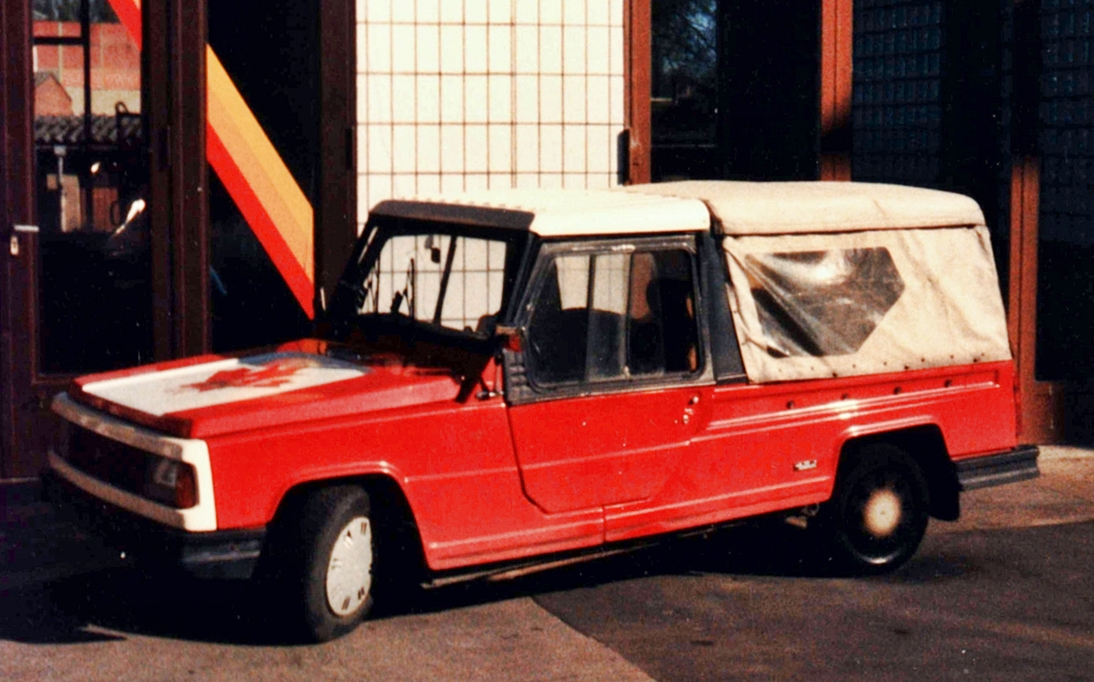
Rodéo 6 в 1979